# Southesk
Southesk es una parroquia canadiense situada en la provincia de Nuevo Brunswick.

## Superficie
Southesk tiene una superficie de 2462,6 km².

## Demografía
En 2021, tenía 1666 habitantes, una densidad poblacional de 0,7 hab./km², y 813 viviendas.